# Sheila Dow
Sheila Christina Dow (* 16. April 1949) ist britische Professorin für Ökonomie an der University of Stirling. Dow beschäftigt sich mit der Methodologie der Ökonomie und der Theorie der Finanz- und Geldpolitik. Sie war Ökonomin der Bank of England und berät das englische Finanzministerium.
Dow kritisiert die traditionelle Ansicht, dass Banken im Interesse ihrer Kunden handeln würden, wenn das Kundeninteresse zugleich für sie das lohnendste ist: finanzielle Anreize für moralisches Verhalten. Allerdings, so Dow, hätten die Banken gegenüber ihren Kunden einen wesentlichen Informationsvorsprung, sodass die Kunden die eingegangenen Risiken nicht einschätzen können. Sie schlägt vor, Genossenschaftsbanken auszubauen, in denen engere Kundenbeziehungen strukturell verankert sind.

## Schriften
- S. C. Dow, M. Klaes, M. Montagnoli: Risk and Uncertainty in Central Bank Signals: An Analysis of Monetary Policy Committee Minutes. In: Metroeconomica. Band 60, Nr. 2, 2009, S. 584–618,.
- S. C. Dow, D. Ghosh: Variety of Opinion and the speculative Demand for Money. In: Journal of Economic Methodology. Band 16, Nr. 1, 2009, S. 57–69.
- R. Arena, S. C. Dow, M. Klaes (Hrsg.): Open Economics: Economics in Relation to Other Disciplines. Routledge, 2009.
- S. C. Dow: Plurality in Orthodox and Heterodox Economics. In: Journal of Philosophical Economics. Band 1, Nr. 2, 2008, S. 73–96.
- S. C. Dow: Mainstream Methodology, Financial Markets and Global Political Economy. In: Contributions to Political Economy. Band 27, 2008, S. 13–29.
- S. C. Dow: Variety of Methodological Approach in Economics. In: Journal of Economic Surveys. Band 21, Nr. 3, 2007, S. 447–465.